# Karl Eglseer
Karl Eglseer (5 juillet 1890 à Bad Ischl — 23 juin 1944 à Rettenegg) est un General der Gebirgstruppe allemand au sein de la Heer dans la Wehrmacht pendant la Seconde Guerre mondiale.
Il a été récipiendaire de la Croix de chevalier de la Croix de fer. Cette décoration est attribuée en reconnaissance d'un acte d'une extrême bravoure ou d'un succès de commandement important du point de vue militaire.

## Biographie
Le 23 juin 1944, l'avion Junkers Ju 52 transportant Eglseer, le General der Infanterie Thomas-Emil von Wickede (de), le Generaloberst Eduard Dietl, le Generalleutnant Franz Rossi et 3 autres passagers s'écrase à proximité du village de Rettenegg dans le Land de Styrie en Autriche; il n'y a pas de survivant.

## Décorations
- Croix d'honneur
- Médaille de l'Anschluss
- Médaille des Sudètes
- Croix de fer (1939)
  - 2e Classe
  - 1re Classe
- Insigne des blessés (1939)
  - en Argent
- Insigne de Crimée
- Médaille du Front de l'Est
- Croix de chevalier de la Croix de fer
  - Croix de chevalier le 23 octobre 1941 en tant que Generalmajor et commandant de la 4. Gebirgs-Division[1]